# Embolización de la arteria genicular
La embolización de la arteria genicular (EAG) es un procedimiento mínimamente invasivo guiado por imagen realizado por radiólogos intervencionistas para aliviar el dolor crónico de rodilla causado por la artrosis (OA) o la hemartrosis postoperatoria.

## Técnica e indicaciones
La técnica consiste en embolizar (bloquear) pequeñas arterias en torno a la rodilla, concretamente las arterias geniculares, para reducir la inflamación y la neovascularización que contribuyen al dolor.
El EAG está indicado para pacientes que sufren:
- Osteoartritis de rodilla moderada a grave (grado 2-4 de Kellgren-Lawrence)
- Dolor persistente en la rodilla que no responde a tratamientos conservadores (por ejemplo, fisioterapia, AINE, inyecciones de corticosteroides)
- Hemartrosis recurrente después de artroplastia total de rodilla
- Pacientes que no son candidatos adecuados para una cirugía de reemplazo de rodilla o prefieren un tratamiento no quirúrgico[2]

## Mecanismo y procedimiento
Durante la intervención, se inserta un catéter a través de una pequeña punción, normalmente en la arteria femoral o radial, y se hace avanzar bajo guía fluoroscópica hasta las arterias que irrigan la articulación de la rodilla. Se inyectan agentes embólicos (microesferas) en las arterias geniculares para bloquear los vasos anormales y reducir la inflamación. Esta interrupción del flujo sanguíneo ayuda a disminuir la hiperplasia sinovial y dolor asociados a la inflamación crónica.
La embolización de la arteria genicular (EAG) suele llevarse a cabo como procedimiento ambulatorio bajo anestesia local. La duración es entre 1 y 2 horas. Los pacientes generalmente pueden andar el mismo día y volver a las actividades normales en 1 o 2 días. La atención postprocedimiento implica el seguimiento de efectos secundarios menores, tales como decoloración de la piel o dolor transitorio.

## Resultados y riesgos
Estudios clínicos han demostrado que la embolización de la arteria genicular provoca reducciones significativas en las puntuaciones del dolor (por ejemplo, VAS, WOMAC). También puede conducir a una mejora de la capacidad funcional y calidad de vida, con una alta satisfacción del paciente.
Aunque generalmente es seguro, el procedimiento conlleva riesgos, tales como: decoloración o hematomas de la piel, entumecimiento u hormigueo temporales y casos raros de embolización no objetivo (donde el material embólico se deposita accidentalmente en vasos u órganos no deseados).

## Investigación y ensayos clínicos
Varios estudios han explorado la eficacia de la eficacia generalizada general (EAG). Un estudio piloto aleatorizado y series de casos posteriores informan de resultados favorables tanto en el seguimiento a corto como a medio plazo.  